# Ndaba Gaolathe
Ndaba Gaolathe (Gaborone, 5 de septiembre de 1971) es un economista y político botsuano, que ejerce como vicepresidente de la República de Botsuana desde el 4 de noviembre de 2024, en el gobierno del presidente Duma Boko. Gaolathe es líder de la Alianza para los Progresistas, uno de los partidos integrantes de la coalición gobernante Paraguas para el Cambio Democrático (UDC). Es también miembro electo de la Asamblea Nacional de Botsuana por la circunscripción de Gaborone Bonnington South desde las elecciones de 2024, posición que ya había ocupado entre 2014 y 2019.

## Biografía
Gaolathe nació en septiembre de 1971, en Gaborone, hijo de Baledzi Gaolathe, Ministro de Finanzas de Botsuana entre 1999 y 2009 en los gobiernos de Festus Mogae e Ian Khama. Asistió a la Lesedi Primary School y a la Gaborone Secondary School. Luego estudió economía en la Universidad George Washington en los Estados Unidos, antes de obtener un MBA en finanzas en la Escuela de negocios Wharton de la Universidad de Pensilvania, completando sus estudios en 1997.
Miembro del Partido Democrático de Botsuana, gobernante desde la independencia en 1966, Gaolathe desertó de la formación durante la presidencia de Ian Khama, uniéndose al Movimiento por la Democracia de Botsuana que había fundado Gomolemo Motswaledi, llegando a ser un dirigente de peso de la formación. Participó en la incorporación del BMD a la alianza Paraguas para el Cambio Democrático (UDC), con el BNF y el BPP, otros dos partidos de la oposición al BDP. Tras la repentina muerte de Motswaledi en un accidente automovilístico en 2014, Gaolathe le sucedió como líder del partido y fue compañero de fórmula de Duma Boko (líder del BNF y de la UDC) en las elecciones generales de ese mismo año, en las que la UDC se ubicó en segundo puesto. Gaolathe fue elegido parlamentario por Gaborone Bonnington South.
En julio de 2017, en el contexto de un conflicto interno del BMD, Gaolathe abandonó la UDC y fue expulsado del partido, estableciendo la Alianza para los Progresistas, partido de tendencia social liberal, que preside desde entonces. Gaolathe se presentó como candidato presidencial de la AP en las elecciones generales de 2019, obteniendo el tercer puesto en términos de voto popular con un 5,12% pero perdiendo su escaño parlamentario.
Gaolathe organizó conversaciones para formar una alianza con el Partido del Congreso de Botsuana, liderado por Dumelang Saleshando, de cara a las elecciones de 2024. Tras el fracaso de las mismas, la AP resolvió adherir nuevamente a la UDC y Gaolathe reasumió su papel de segundo al mando de la coalición, visto esencialmente como compañero de fórmula de facto de Boko en los comicios. Luego de la amplia victoria de la UDC en las elecciones, que implicaron la primera derrota del BDP en toda su historia y el arribo de Boko a la presidencia, Gaolathe (que recuperó su escaño parlamentario) fue visto como el candidato más probable para el puesto de vicepresidente en el gabinete de Boko. El 4 de noviembre, días después de su toma de posesión, Boko confirmó a Gaolathe como su vicepresidente.